# Stallo

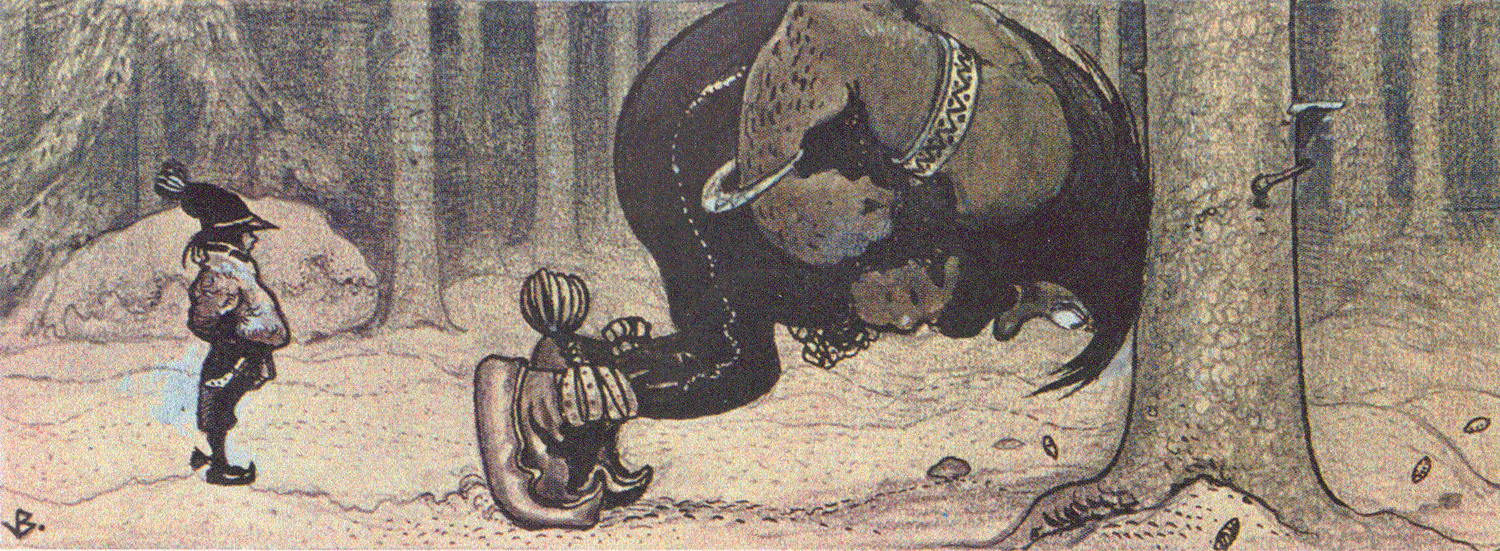
Ilustrație de John Bauer a poveștii "Stalo și Kauras"

Stallo sunt ființe fabuloase din folclorul poporului sami. Aceștia sunt descriși ca fiind un fel de troli sau demoni, îmbrăcați în haine negre și având un câine și un sac pe spate. Se consideră că ei mănâncă copii.
Rezervația naturală Vindelfjällen conține ruinele unor fundații mari de clădiri, considerate de către sami ca fiind ruinele unor locuințe de stallo. Este, de asemenea, o piatră mare numită stalostenen așezată pe niște mici pietricele lângă Lacul Giengeljaure. Legenda spune că un stallo ar fi așezat piatra acolo pentru a-și dovedi puterea.